# Diomedeea
În mitologia greacă, Diomedeea (în greacă Διομήδεια, Diomedeia) a fost soția lui Iphiclos, fiul Clymenei, regele Phylaceei din Thesalia. După Hyginus, ea a fost mama eroului Iolaos / Protesilaos, cel dintâi dintre aheenii căzuți la Troia (în alte variante, mama lui Protesilaos ar fi fost Astyoche).
Sub forma Diomedeia este citat - la Eustațiu din Salonic - și numele fiicei lui Phorbas, iubita lui Ahile de la Troia. Aceasta formă este considerată a fi doar o versiune poetică a numelui Diomede, utilizat de Homer.